# 드래곤 슬레이어: 영웅전설
《드래곤 슬레이어: 영웅전설》는 니혼 팔콤이 제작한 1989년 롤플레잉 비디오 게임이다. 《드래곤 슬레이어》 시리즈의 여섯 번째 본편이다. 본래 PC-8801 플랫폼으로 개발돼 1989년 12월 10일 일본서 출시됐으며, 1990년에 같은 일본제 컴퓨터 플랫폼 PC-9801, MSX2 및 FM 타운즈로 출시됐다.
주인공은 파렌 왕국의 왕자 아리오스로, 그를 대신한 섭정 아크담이 모반을 일으켜 유폐당하자 반란군의 일원이 되어 모험을 떠나는 이야기를 그렸다. 《이스》 시리즈처럼 하향식 시점으로 진행하다 전투는 일반적인 턴제 롤플레잉 비디오 게임식으로 전환되는 것이 특징이다.
첫 출시 이후 허드슨 소프트가 개발하고 목소리 연기를 추가한 PC 엔진 CD판이 1991년 출시됐으며, 그 외 슈퍼 패미컴, 메가 드라이브 및 샤프 X68000로 이식됐다. 1996년에 만트라가 이식판 MS-DOS판이 대한민국에 발매됐다. 1997년에 리메이크판이 마이크로소프트 윈도우로 출시됐다. 1998년에 2편과 같이 수록된 합본이 플레이스테이션 및 세가 새턴로 발매됐다.
1992년에 후속작 《드래곤 슬레이어: 영웅전설 II》이 발매됐으며, 이후 《드래곤 슬레이어》와는 별도인 하위 시리즈 《영웅전설》 시리즈의 시초가 됐다.

## 줄거리
어느 날 밤, 파렌왕국의 수도 루디아가 몬스터에게 습격당한다. 몬스터는 물리쳤지만, 그 혼란한 와중에 국왕 아스엘이 살해당한다. 당시 6세였던 왕자 세리오스는 16세가 되어 왕위를 계승하기까지 엘아스타 마을에서 생활하게 되었다. 그리고 10년후 왕위계승일을 약 2개월을 남긴 어느 날, 엘아스타가 몬스터에게 습격당한다. 어찌하여 도망친 세리오스는 몬스터를 뒤에서 조종하는 자가 파렌왕국의 섭정인 아크담이란 것을 알게 된다. 세리오스는 여행에서 만난 동료들과 함께 아크담의 야망을 막을 것을 결심했다.

## 등장 인물

### 주인공 일행
- 세리오스
- 류난
- 로우
- 소피아
- 게일

### 주변 인물
- 아크담
- 디나 공주
- 페리시아
- 라이아스
- 아론
- 라우엘
- 제스톤
- 폼
- 보아드
- 바바라
- 프라트
- 젤만
- 리스툰
- 아토스
- 하리
- 보일
- 대도적 게일
- 랄프
- 한스
- 고든

## 구성
- 1장: 여행의 시작
- 2장: 침묵의 주문
- 3장: 국왕의 증명
- 4장: 홀려버린 국왕
- 5장: 요상한 빛의탑
- 종장: 그리고 영웅들의 전설

## 반응
PC 엔진 CD판은 일본 잡지 〈PC 엔진 팬〉에서 30점 만점에 25.24점을 받았다. 〈패미통〉은 슈퍼 패미컴판에 29/40점, 메가 드라이브판에 23/40점을 매겼다.
〈일렉트로닉 게임스〉 1993년 1월호에 실린 일렉트로닉 게이밍 어워즈 수상회에서 PC 엔진 CD판을 1992년 최고의 멀티미디어 게임으로 선정했다. 기사에서 해당 게임에 대해 "《이스 I & II》에서 더욱 발전한 모험극과 높은 수준의 게임플레이를 조합했다"고 소감을 남겼다.

## 참조

### 내용주
1. ↑  일본어: ドラゴンスレイヤー 英雄伝説, 영어: Dragon Slayer: The Legend of Heroes